# Brodiaeoideae
Die Unterfamilie Brodiaeoideae gehört zur Familie der Spargelgewächse (Asparagaceae) in der Ordnung der Spargelartigen (Asparagales) innerhalb der Einkeimblättrigen Pflanzen (Monokotyledonen). Sie enthält etwa zehn bis zwölf Gattungen mit etwa 50 bis 68 Arten und kommt nur in der Neuen Welt vor.

## Beschreibung

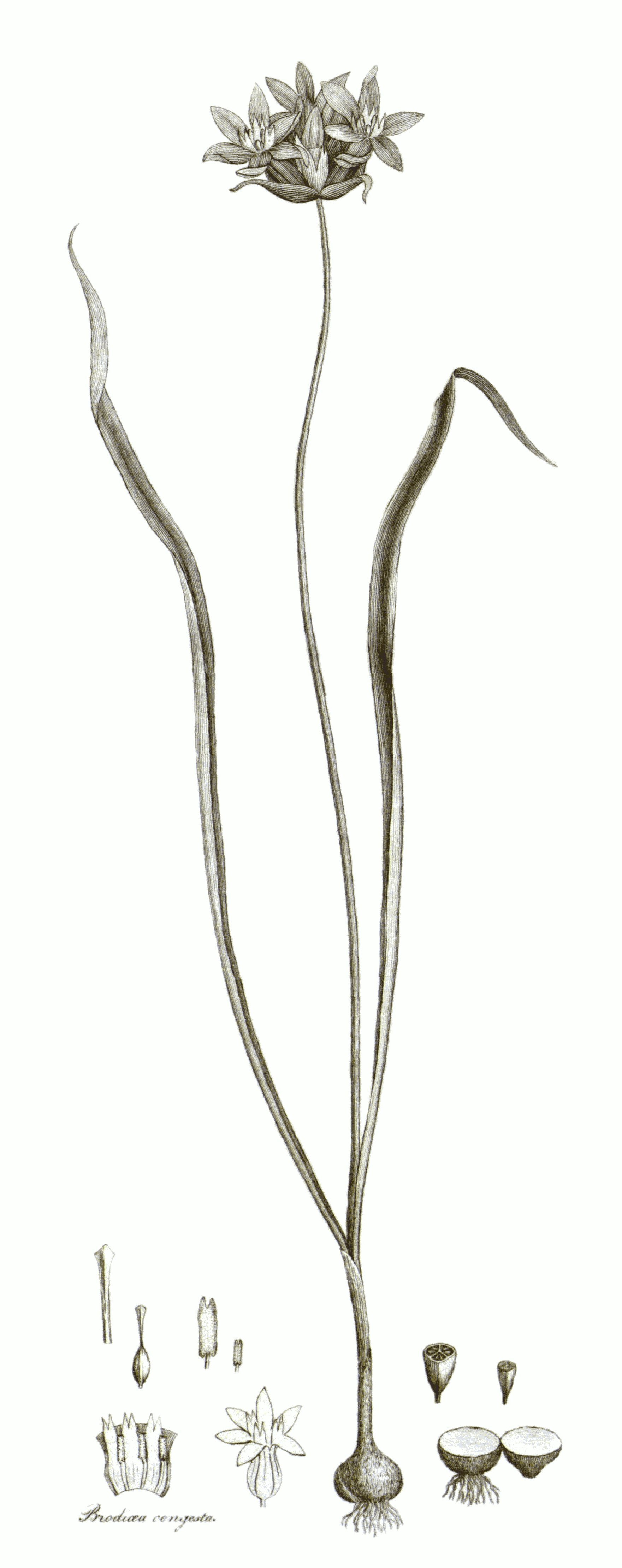
Illustration von Dichelostemma congestum

### Habitus und Laubblätter
Es sind ausdauernde krautige Pflanzen. Diese Geophyten bilden Knollen mit häutiger oder faseriger Umhüllung (Tunika) als Überdauerungsorgane aus; sie bilden also keine Zwiebeln zum Unterschied zu den Lauchgewächsen (Alliaceae). Die grundständigen Laubblätter sind länglich und einfach mit glattem Rand.

### Blütenstände und Blüten
Der Blütenstandsschaft ist blattlos. Die doldigen Blütenstände sind ähnlich der von Lauchgewächsen (Alliaceae), aber mit vier oder mehr häutigen Hochblättern, die nicht alle die Blüten umhüllen.
Die kleinen, zwittrigen, meist radiärsymmetrischen Blüten sind dreizählig. Die gleichgestalteten Blütenhüllblätter (Tepalen) sind mehr oder weniger stark verwachsen oder frei. Es sind zwei Kreise mit je drei Staubblättern vorhanden; entweder sind alle fertil oder die eines Kreises sind zu Staminodien umgewandelt. Die drei Fruchtblätter sind zu einem oberständigen Fruchtknoten verwachsen. Die Fruchtknoten können auf einem Gonophor sitzen.

### Früchte und Samen
Es werden lokulizide Kapselfrüchte gebildet. Die Samen sind meist schwarz.

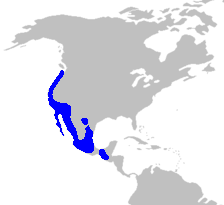
Verbreitungskarte der Unterfamilie Brodiaeoideae

## Verbreitung, taxonomische Geschichte und Systematik
Ihr Verbreitungsgebiet im westlichen Nordamerika und in Zentralamerika reicht von British Columbia (Kanada) bis Guatemala. Sie besitzen zwei Zentren der Artenvielfalt: die westlichen USA und Mexiko.

### Taxonomische Geschichte
Nach APG III und Chase et al. 2009 wird die Ordnung der Spargelartigen (Asparagales) neu gegliedert. Dabei wurden Familiengrenzen stark verschoben. Einige frühere Familien besitzen nur noch den Rang von Unterfamilien. Die frühere Familie Themidaceae ist nur noch eine Unterfamilie Brodiaeoideae in der Familie der Spargelgewächse (Asparagaceae).
Nach dem Internationalen Code der Botanischen Nomenklatur (ICN; McNeill et al. 2006) dürfen die Namen von Unterfamilien nicht konserviert werden. Der Name Brodiaeoideae wurde durch Hamilton Paul Traub in: Plant Life, Volume 28, 1972, S. 131 veröffentlicht.
Der Familienname Themidaceae wurde 1866 von Richard Anthony Salisbury in The Genera of Plants, 84 veröffentlicht. Diese Gattungen waren früher bei den Liliaceae (zuletzt bei Cronquist 1981) und beispielsweise noch bei Dahlgren, Clifford & Yeo 1985 noch als Tribus Brodiaeae in die Alliaceae oder Amaryllidaceae
(Traub 1963, Niehaus 1971, Keator 1989) eingeordnet. Hamilton Paul Traub veröffentlichte 1982 ungültig eine Familie Brodiaeaceae Order Alliales, In: Plant Life, 38, 1982, S. 119–132. Molekulargenetische Untersuchungen führten dazu, dass diese elf Gattungen in die Familie Themidaceae gestellt wurden (Meerow et al. 1999, Chase et al. 2000, Fay et al. 2000, Pires et al. 2001).  Auch die Tribus Milleae Baker wurde in diese Familie eingegliedert und damit auf zwölf Gattungen erweitert.
Besonders die Gattung Brodiaea hat eine wechselvolle taxonomische Geschichte: Sie war ein Sammeltopf mit etwa 45 Arten aus Nord- und Südamerika (Baker 1896). Hoover entfernte 1939 die südamerikanischen Arten, die dann 1963 von Traub in die Gattungen Tristagma und Nothoscordum in den Subtribus Alliinae gestellt wurden, alle mit zwiebelähnlichen Geruch. Es verblieben die 30 bis 35 nordamerikanischen Arten unterschiedlicher Verbreitung und Morphologie in der Gattung Brodiaea im Subtribus Brodiaeinae. Beide Subtribus gehörten zum Tribus Allieae innerhalb der Amaryllidaceae. Weitere Untersuchungen ergaben, dass sich die verbliebenen Arten gut in Gruppen aufteilen ließen und Jepson stellte drei Untergattungen auf, die Hoover als eigene drei Gattungen Brodiaea, Dichelostemma Kunth und Triteleia Douglas ex Lindl. einstufte. Diese drei Gattungen wurden durch viele Untersuchungen bestätigt (in ihrem Umfang wie unten in der Gattungsliste aufgeführt).

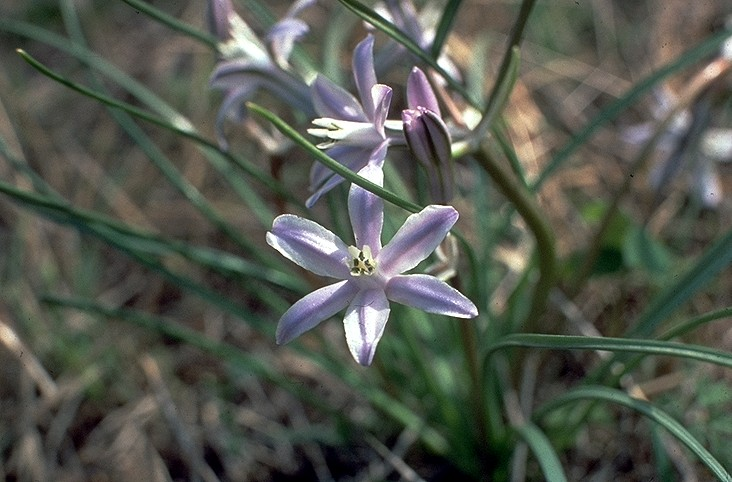
Androstephium coeruleum

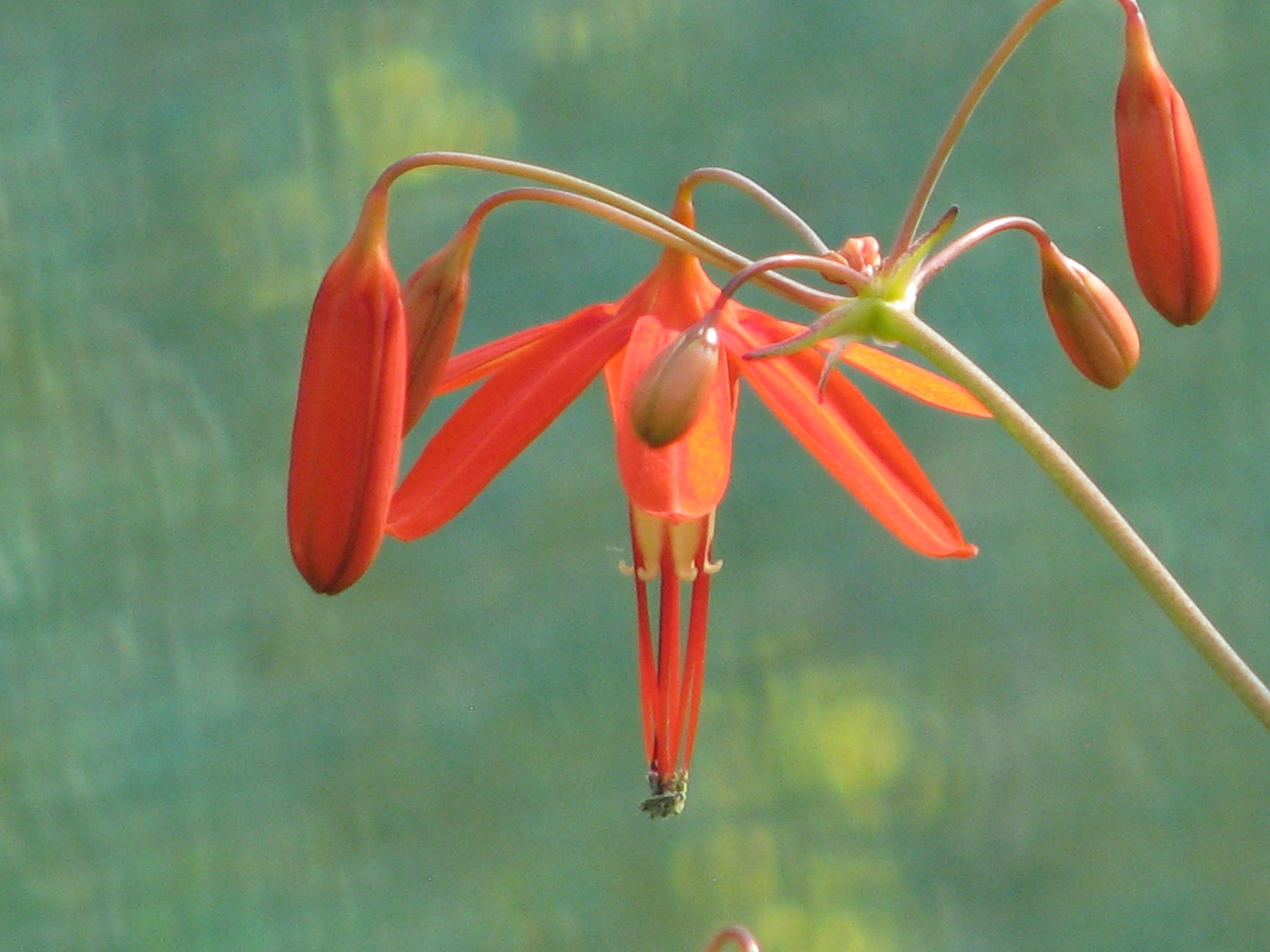
Bessera elegans

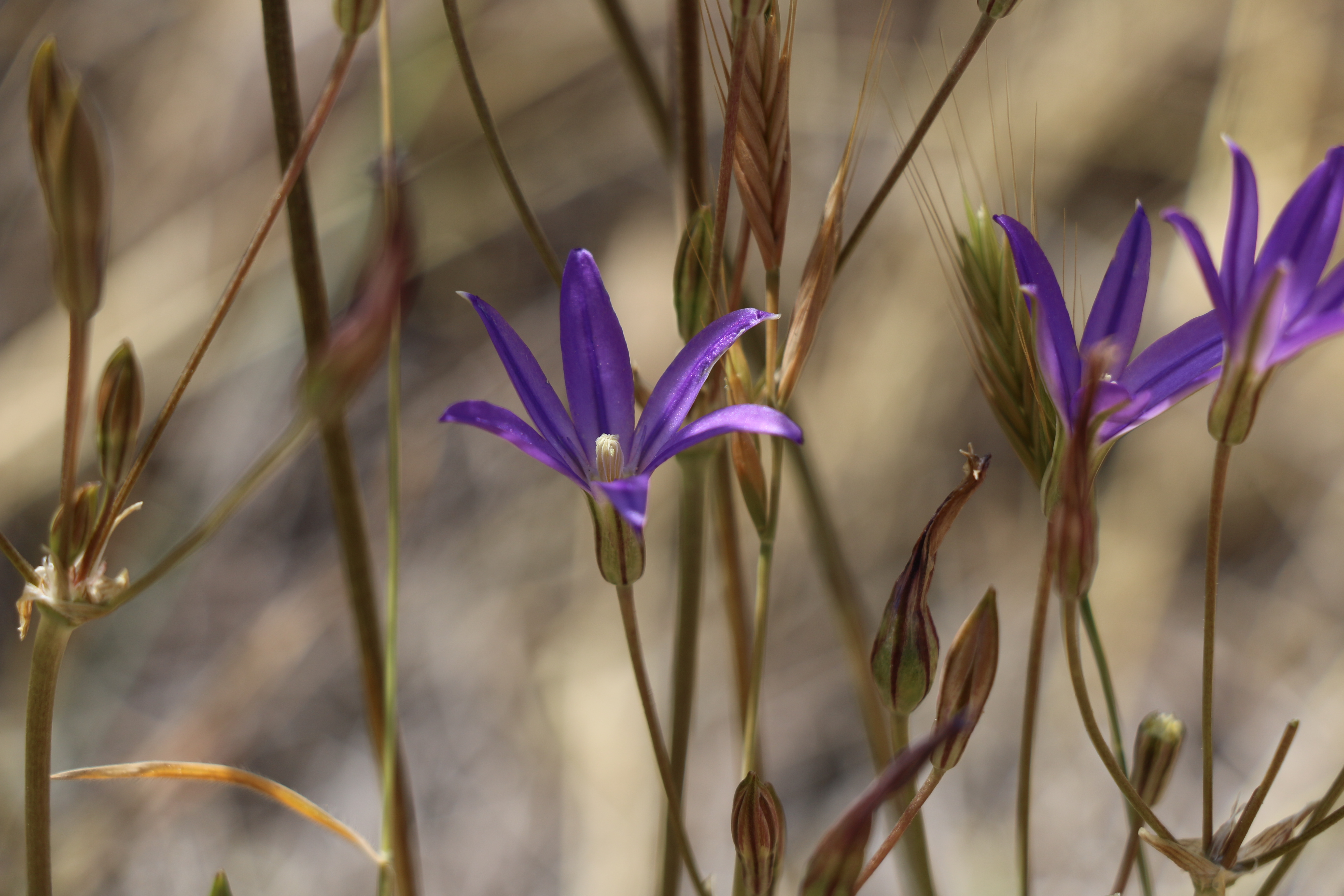
Brodiaea filifolia

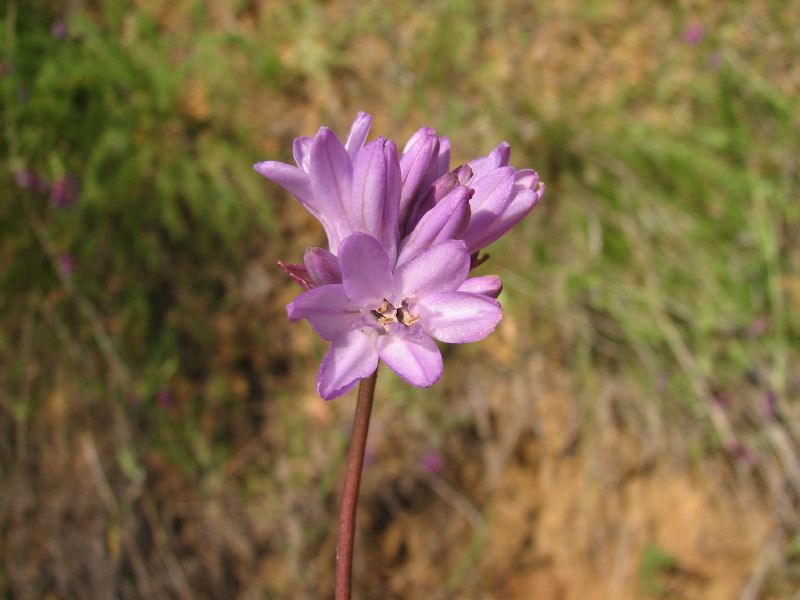
Dichelostemma congestum

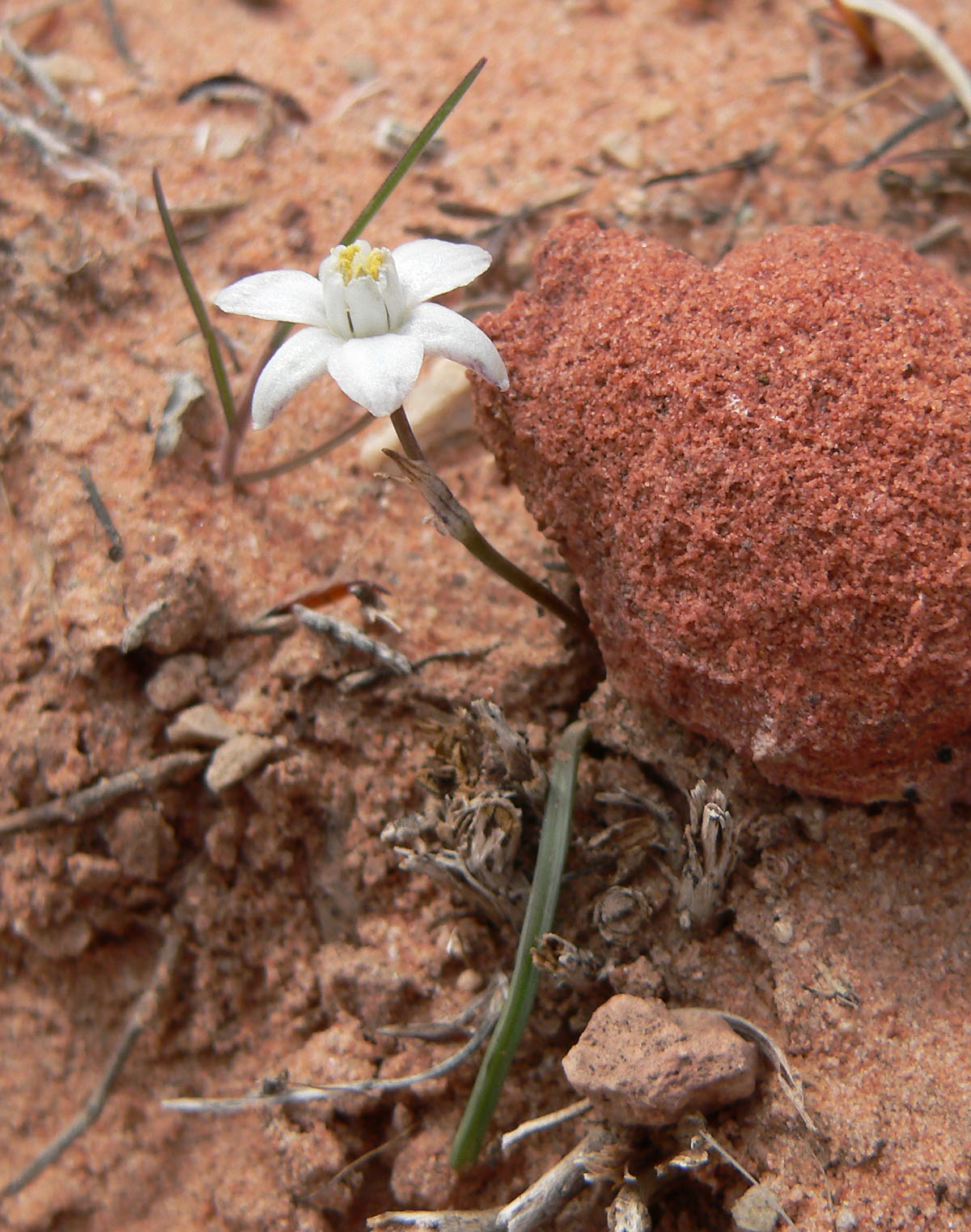
Muilla coronata

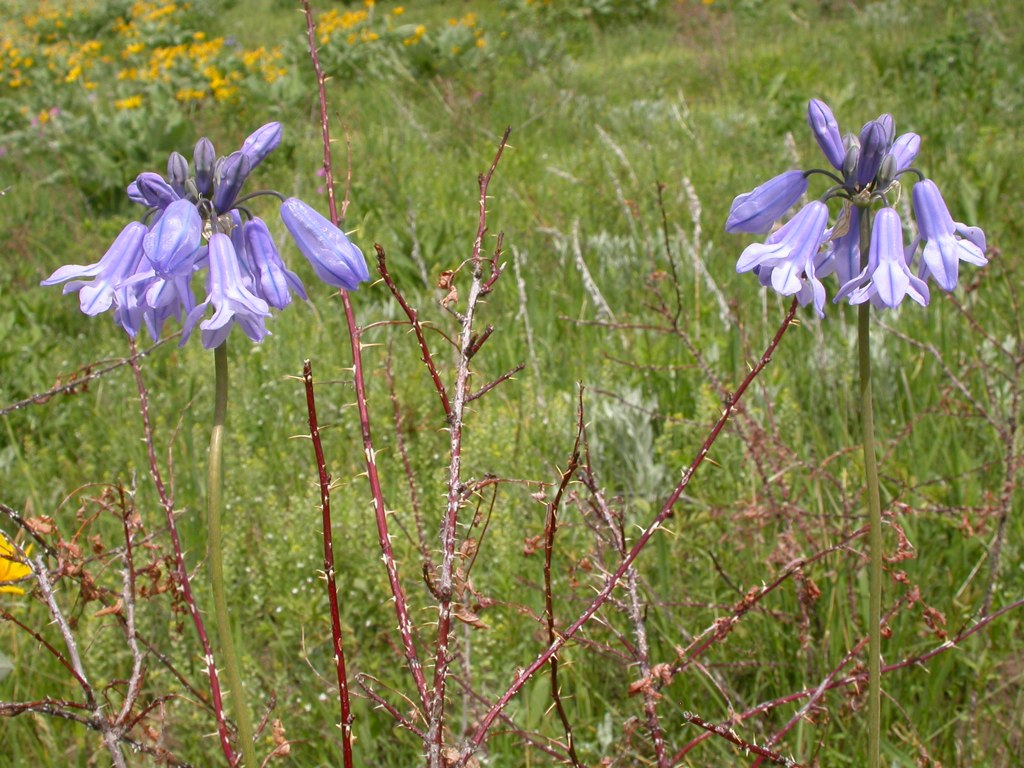
Triteleia grandiflora

### Innere Systematik
Die Unterfamilie Brodiaeoideae kann in zwei monophyletische Gruppen aufgeteilt werden den Milla-Komplex (Bessera, Dandya, Milla und Petronymphe) mit einem Zentrum der Artenvielfalt in Mexiko und den Brodiaea-Komplex (Androstephium, Bloomeria, Brodiaea, Dichelostemma, Muilla, Triteleia und Triteleiopsis) mit einem Zentrum der Artenvielfalt in den westlichen USA. Die Stellung der monotypischen Gattung Jaimehintonia wird noch diskutiert.
Die Milla- Klade enthält sechs Gattungen, die von Arizona bis Guatemala vorkommen. Die drei Gattungen Behria, Jaimehintonia und Petronymphe sind monotypisch, enthalten also nur jeweils eine Art. Die drei anderen Gattungen Bessera, Dandya und Milla enthalten jeweils nur wenige bis zu elf Arten.
Die Unterfamilie Brodiaeoideae umfasst etwa zehn bis zwölf Gattungen mit etwa 50 bis 68 Arten:
- Androstephium Torr.: Die etwa drei Arten sind von den westlichen USA bis zum nördlichen Mexiko verbreitet. Es ist die Gattung mit der am weitesten Verbreitung nach Osten, da sie bis South Dakota und Texas reicht.[9]
- Behria Greene: Sie enthält nur eine Art, die früher in Bessera eingeordnet wurde:[5]
  - Behria tenuiflora Greene (Syn.: Bessera tenuiflora (Greene) J.F.Macbr.). Sie kommt im nördlichen Mexiko vor.[10]
- Bessera Schult. f.: Die höchstens drei Arten sind in Mexiko verbreitet.[10]
- Bloomeria Kellogg: Die etwa drei Arten sind vom zentralen und südlichen Kalifornien bis ins mexikanische nördliche Baja California verbreitet.[11]
- Brodiaea Sm.: Die seit 2019 etwa 18 Arten sind vom westlichen Nordamerika bis ins mexikanische nördliche Baja California verbreitet.[12]
- Dandya H.E.Moore: Die etwa vier Arten sind im nördlichen und südwestlichen Mexiko verbreitet.[13]
- Dichelostemma S.Schauer (inklusive Brevoortia Alph.Wood, Dipterostemon Rydb., Macroscapa Kellogg, Stropholirion Torr.): Die etwa fünf Arten sind vom westlichen Nordamerika bis zu den nördlichen mexikanischen Bundesstaaten Baja California und Sonora verbreitet.[14]
- Jaimehintonia B.L.Turner: Sie enthält nur eine Art:
  - Jaimehintonia gypsophila B.L.Turner: Sie gedeiht in gipshaltigen Böden in den mexikanischen Bundesstaaten Nuevo León und vielleicht Coahuila.[15]
- Milla Cav. (Syn.: Askolame Raf., Gyrenia Knowles & Westc. ex Loudon, Diphalangium S.Schauer): Die seit 2014 etwa elf Arten sind von den südwestlichen USA über Mexiko bis Guatemala und Honduras verbreitet.[16]
- Muilla S.Watson ex Benth. & Hook. f. (inklusive Diphalangium S.Schauer): Die etwa drei Arten sind im westlichen Nordamerika verbreitet.[17]
- Petronymphe H.E.Moore: Sie enthält seit 2016 zwei Arten:[18]
  - Petronymphe decora H.E.Moore: Sie ist ein Endemit im mexikanischen Bundesstaat Guerrero. Sie ist nur von einem Fundort bekannt: nahe Acahuizotla, eine Stunde südlich von Chilpancingo in Höhenlagen über 3500 Meter, dort gedeihen sie an 30 Meter hohen senkrechten Wänden über einem Fluss.
  - Petronymphe rara J.Gut.: Sie ist ein Endemit im mexikanischen Bundesstaat Oaxaca. Sie gedeiht auf über Gips entstandenen Böden im tropischen laubabwerfenden Wald in den „Mixteca Alta“ Oaxacas.[18]
- Frühlingssterne (Triteleia Douglas ex Lindl.; inklusive Calliprora Lindl., Hesperoscordum Lindl., Themis Salisb.): Die etwa 15 Arten sind vom westlichen Nordamerika bis ins nördliche Mexiko verbreitet.[19]
- Triteleiopsis Hoover: Sie enthält nur eine Art:
  - Triteleiopsis palmeri (S.Watson) Hoover: Sie kommt im südwestlichen Arizona und den nördlichen mexikanischen Bundesstaaten Baja California sowie Sonora vor.[20]